# Variovorax boronicumulans
Variovorax boronicumulans es una bacteria gramnegativa del género Variovorax. Fue descrita en el año 2008. Su etimología hace referencia a acumulación de boro. Es aerobia y móvil por flagelo polar. Tiene un tamaño de 0,5-0,7 μm de ancho por 1-2 μm de largo. Forma colonias amarillas y circulares en agar TSA tras 2 días de incubación. Temperatura de crecimiento entre 4-37 °C, óptima de 30 °C. Catalasa y oxidasa positivas. Se ha aislado de suelo en Japón. Tiene capacidad para promover el crecimiento de plantas y para la degradación de fenoles.